# Kaiserkogelhütte
Die Kaiserkogelhütte ist eine Schutzhütte der Sektion Eschenau St. Pölten des Österreichischen Touristenklubs.

## Lage
Die Hütte liegt am Kaiserkogel in den Türnitzer Alpen auf 716 m ü. A., zwischen der Pielach und der Traisen im hügeligen Alpenvorland in Niederösterreich. Sie ist ganzjährig geöffnet; Dienstag und Mittwoch sind Ruhetage.
Hinter der Hütte befindet sich ein Funkmasten der Funkamateure Sankt Pölten mit einer Webcam, welche Richtung Sankt Pölten gerichtet ist und alle fünf Minuten ein Bild überträgt, welches auch später aus einem Archiv abgerufen werden kann.

## Wege & Aufstiege
Die Kaiserkogelhütte ist Stützpunkt an den mehreren regionalen und österreichischen Weitwanderwegen.
- Pielachtaler Rundwanderweg 652
- Traisentaler Rundwanderweg 655
- Voralpenweg 04
- Niederösterreichischer Mariazellerweg 06

Zur Hütte führen zahlreiche markierte Anstiegswege.
- von Eschenau oder Steubach zu Fuß jeweils in ca. 1 Stunde
- mit dem Auto von Eschenau ca. 3 km bis zum Hagelbauer-Parkplatz, dann noch ca. 20 Min zu Fuß
- von Geiseben über die Bärntaler Lacke in ca. 1¼ Stunden
- von Rotheau über den Ehreneckerkogel in ca. 1½ bis 2 Stunden
- von Rabenstein an der Pielach in ca. 2 Stunden
- von Hofstetten-Grünau (über die Plambachecker Höhe) in ca. 2 bis 2½ Stunden

## Übergang
- Über Geiseben zur Josef-Franz Hütte der Naturfreunde Österreich auf dem Geißbühel, Gehzeit ca. 2 bis 2½ Stunden